# Teleenfermería

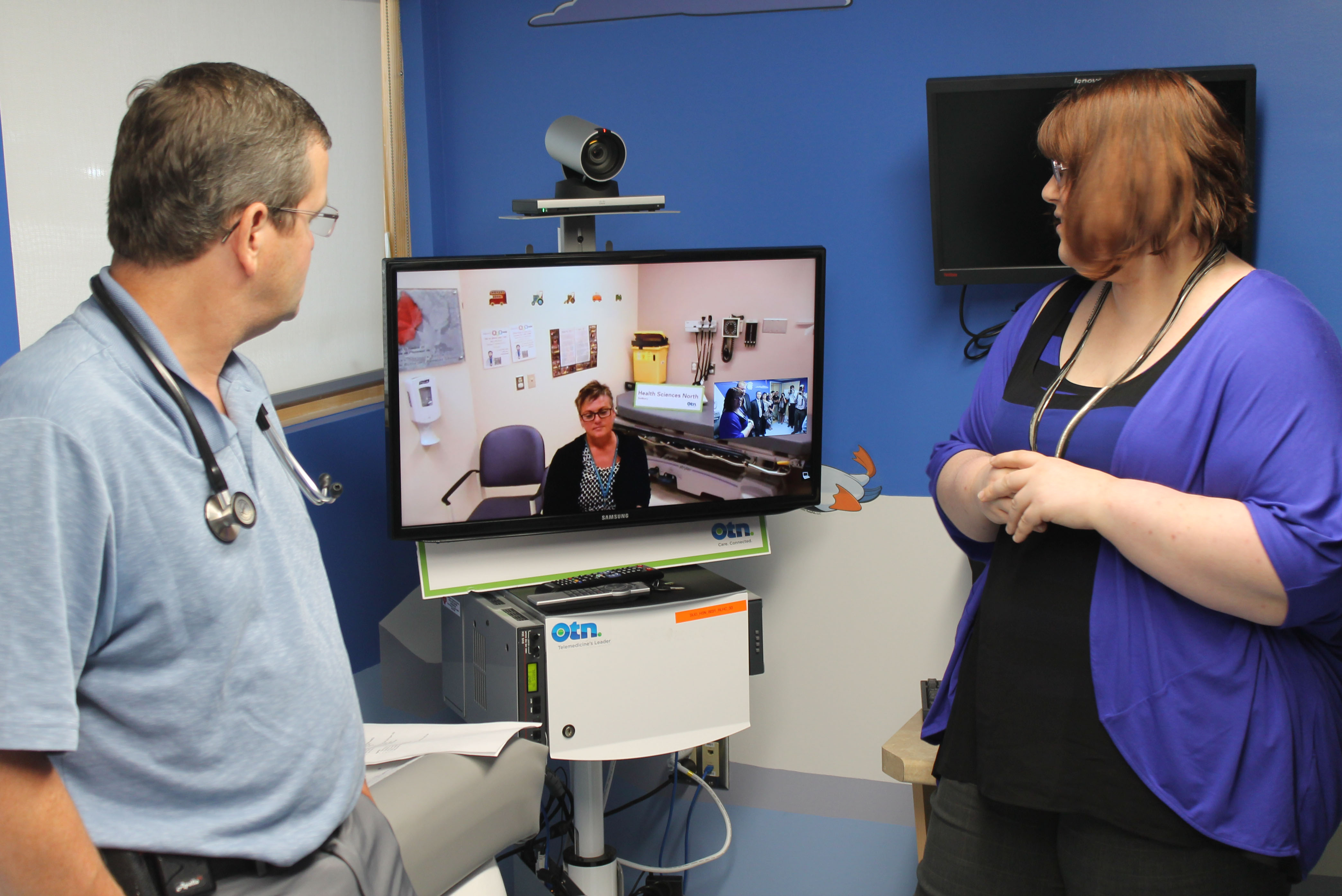
Equipo de telecomunicaciones de Teleenfermería en Health Sciences North/Horizon Santé-Nord (HSN) en Ontario, Canadá.

La teleenfermería se refiere al empleo de telecomunicaciones y tecnología de información para proporcionar servicios de enfermería en la asistencia médica, siempre que exista una distancia física grande entre el paciente y el enfermero, o entre distintos profesionales enfermeros. Como un campo es parte de la telesalud, y tiene muchos puntos de contactos con otros usos médicos y no médicos, como telediagnósticos, teleconsultas, telemonitoreo, etc.
La teleenfermería alcanza un gran crecimiento en muchos países, debido a varios factores: la preocupación en disminuir los gastos de asistencia médica, un aumento del número de personas ancianas o con enfermedades crónicas, y el aumento de cobertura de asistencia médica a regiones distantes, ya sean rurales, pequeñas o escasamente pobladas. Entre sus muchas ventajas, la teleenfermería puede ayudar a solucionar la escasez creciente de enfermeros; reducir distancias y ahorrar tiempo en viajes, y disminuir la internación de los pacientes en los hospitales.

## Aplicaciones
Uno de los usos más frecuentes de la teleenfermería es el cuidado de enfermos en su casa. Por ejemplo, los pacientes que tienen problemas para movilizarse, o que viven en lugares remotos o difíciles de alcanzar, pacientes con dolencias crónicas, como la enfermedad crónica obstructiva pulmonar, la diabetes, el problema cardíaco congestivo, enfermedades degenerativas de los nervios (el mal de Parkinson, el mal de Alzheimer, la esclerosis lateral), etc., pueden quedarse en casa y ser "visitados" y asistidos con regularidad por un enfermero vía videoconferencia, Internet, videófono, etc.
Otros usos de cuidado de casa, son el cuidado de pacientes en situaciones inmediatas postquirúrgicas, el cuidado de heridas, ostomías, individuos minusválidos, etc. En la asistencia médica normal de casa, un enfermero es capaz de visitar hasta 5-7 pacientes por día. Usando teleenfermería, un enfermero puede "visitar" a 12-16 pacientes en la misma cantidad de tiempo.
Un uso común de teleenfermería también es usado por centros de llamada manejados por organizaciones de cuidado, que brindan información y asesoramiento como el medio de regular el acceso de pacientes y disminuyen el empleo de salas de urgencias. Teleenfermería también puede implicar otras actividades como la educación a los pacientes, el examen de los resultados de pruebas médicas y exámenes, y la ayuda a médicos en la puesta en práctica de protocolos de tratamiento médico.

## Interoperatibilidad
Historia Clínica Informatizada
El uso de Teleenfermería no está exenta de usarla solo como herramienta para la atención integral de enfermería y afines, sino que debe estar conectada a otra valiosa herramienta como lo es la historia clínica informatizada (HCI) que no solo sirva para la transcripción y trasmisión de datos simples, sino que lleve a interoperatibilizar con procesos más complejos , a una base de datos que permita realizar diagnósticos de enfermería potenciales y reales todo orientado a un sistema experto.
Domótica
Dentro la actualización tecnológica de la interactividad e interoperatibilidad de las telemáticas , tenemos que con el desarrollo de la Domótica podemos adecuar la atención integral de enfermería con el acceso de las telemáticas (Teleenfermería)para evaluar el entorno (temperatura, humedad) y otros medios de bienestar que son parte de la vivienda y necesario evaluarlos su impacto en los factores de riesgos potenciales y reales de la salud del individuo y familia.
Telefonía móvil
La telefonía móvil viene a hacer la herramienta de selección, al momento de realizar Teleenfermeria por su versatilidad , accesibilidad e interoperatibilidad con dispositivos móviles, para el monitoreo digital de las constantes vitales , examen físico , observación de imágenes radiológicas, ecográficas, entre otros servicios en tiempo real o diferido(  - sincrónico ), dependiendo de la plataforma tecnológica que tenga la red móvil, como el teléfono móvil, siendo posible auscultar el corazón y los pulmones etc . La adecuación de esta herramienta para atención integral de enfermería es ilimitada ya que se puede ofrecer nuevos servicios , en la atención a domicilio y en medios de trasporte.
Robótica
La robótica y teleenfermería son herramientas complementarias en la atención integral de enfermería en las instituciones de salud como en el hogar y en la industria, en la medidas que se entienda que no es el sustituto de los cuidados directos de enfermería , sino como herramienta nos va ayudar a vigilar , a disminuir las cargas físicas al momento de movilizar pacientes, nos permitirá con menor riesgo el acceso o penetración en ambientes biológicamente hostiles, interacción de servicios de comunicación , vídeo entre otros .
Nanotecnología
La nanotecnologíapor su alta complejidad en su desarrollo , pero con una prestación simple de procesos, promete simplificar acciones y actividades de enfermería a distancia desde la administración y activación de dosis de fármacos nano tecnológicamente desarrollados , como también obtener el rastreo de valores y determinaciones químicas y hasta parámetros más exactos de parámetros fisiológicos, hemodinámicos y neurológicos y exploraciones visual de regeneración de tejidos en pacientes posoperatorios , como de otros sistemas y órganos, entre otros servicios.
La profesión de enfermería en el futuro con el uso de la telemática y la interconectividad con las tecnologías antes mencionadas , va hacia integralidad de varios procesos, en uno o más acciones , es decir un profesional de multipropósito que permitirá estar presente las 24 horas al día tanto en lo presencial y virtual , ofrecer al usuario en el mismo instante varias actividades , estableciendo una reformulación de las estructuras burocráticas operacionales, estructurales y de nuevas formas de realizar la atención de salud , al individuo, familia, comunidad de una forma integral .

## El Enfermero en la Telemedicina de Urgencia , en los SAMU , y en los Centros de Información de la Salud
La plaza del paradigma del Paramédico Profesional que es el Enfermero sigue muy abandonado en los SAMU que son los Centros de Regulación Médica para las Urgencias SAMU Regulación Médico-sanitaria de la Urgencias mismo en los países que tienen una red de SAMU tan sofisticada como Francia. La culpa fue del propio cuerpo profesional , tanto médico como enfermero, que puso mucho tiempo en admitir que tenía de ejercer su oficio también en las Urgencias Extrahospitalarias y no abandonarlo a simples socorristas . Debido a esta negligencia, particularmente en los países anglosajones , se llegó a "inventar" nuevos para profesionales médicos mal integrados y en conflicto abierto con Enfermeros y Médicos que hoy llegan hasta pretender reemplazar. Es suficiente de leer este discurso en los artículos de Wikipedia en inglés monopolizados y censurados por ellos!!! . Los esfuerzos y progresos hechos en los SAMU de Brasil por la Profesión enfermera la integración des los Enfermeros en sus SAMU 192 son hoy los más notables.
En los SAMU como en los SMUR que son los Servicios medicalizados las Unidades Móviles de Cuidados Intensivos extrahospitalarios el Enfermero tiene que ejercer como en el Hospital y particularmente desenvolver su prerrogativa de ser el que orienta en la Salud donde además es autónomo. En el SAMU , o al lado del SAMU , en el Servicio que se llama en varios lugares "Salud Responde" (España, Chile, etc. ) son los primeros lugares donde Enfermero debe integrase rápidamente.

## Cuestiones legales, éticas y reguladoras
La teleenferemía está cargada de cuestiones legales, éticas y reguladoras, como pasa con telesalud en general. En muchos países, se prohíbe la práctica de la teleenfermería interpaíses (ya que el enfermero debe tener una licencia tanto en su estado/país de residencia como en el estado/país donde el paciente que recibe la teleasistencia está localizado). Cuestiones legales como la responsabilidad y la negligencia, etc. no están todavía resueltas.

## Recursos Educativos
La era de digitalización, global ha llevado romper barreras sociales , políticas, económicas , culturales y hasta de idiomas en la medida que tenemos herramientas de lectura y traducción simultánea sin tener que contratar una persona que nos traduzca , en esta orientación Teleenfermeria ha tomado un posicionamiento más formal , donde podemos apreciar ofertas de especialidades o sub especialidad en teleenfermería en Oceanía, Europa, Asia, Norteamérica y en Latinoamericana  (enlace roto disponible en Internet Archive; véase el historial, la primera versión y la última). , así como de informática en enfermería y también se hará con las nuevas entidades tecnológicas emergentes, el impacto de teleenfermería en el área educativa , pasa por el monitoreo del autocuidado de los usuarios del sistema , como herramienta en los procesos educativas para enfermería .

Además, hay muchas consideraciones relacionadas con la confidencialidad del paciente y la seguridad de datos clínicos.